# チャド・ジェンキンス
スティーブン・チャドウィック・ジェンキンス（Stephen Chadwick "Chad" Jenkins、1987年12月22日 - ）は、アメリカ合衆国・テネシー州チャタヌーガ出身の元プロ野球選手（投手）。右投右打。

## 経歴
ケネソー州立大学出身。2009年のMLBドラフト1巡目（全体20位）でトロント・ブルージェイズに入団。
2012年はAA級ニューハンプシャー・フィッシャーキャッツで5勝9敗、防御率4.96と不振だったが、8月6日にリリーフ要員としてメジャー昇格。翌日のタンパベイ・レイズ戦でメジャーデビューを果たした。シーズン終盤には3試合先発し、10月2日のミネソタ・ツインズ戦でメジャー初勝利を挙げた。
2013年は10試合（うち先発3試合）に登板し、1勝0敗、防御率2.70という成績を記録した。
2014年にはリリーフ専任となり、21試合に登板して1勝1敗の成績を残し、またこの年も防御率は2.56と好数値だった。
2015年はメジャーデビュー以来、自己最少の2試合の登板に終わり、防御率4.91もワーストだった。
2016年2月6日、ガビン・フロイドの加入に伴いDFAとなった。2月10日にAAA級バッファロー・バイソンズに降格した。6月30日に自由契約となった。この年限りで現役を引退した。

## 投球スタイル
全投球の約60%がシンカー（平均91.5マイル）で、フォーシーム（平均92マイル）は6%程度しか投げない。変化球はスライダー、チェンジアップが中心で、稀にカッターも投げる（※データは2012年のPITCHf/x）。

## 詳細情報

### 年度別投手成績
| 年 度     | 球 団     | 登 板 | 先 発 | 完 投 | 完 封 | 無 四 球 | 勝 利 | 敗 戦 | セ 丨 ブ | ホ 丨 ル ド | 勝 率 | 打 者 | 投 球 回 | 被 安 打 | 被 本 塁 打 | 与 四 球 | 敬 遠 | 与 死 球 | 奪 三 振 | 暴 投 | ボ 丨 ク | 失 点 | 自 責 点 | 防 御 率 | W H I P |
| --------- | --------- | ----- | ----- | ----- | ----- | -------- | ----- | ----- | -------- | ----------- | ----- | ----- | -------- | -------- | ----------- | -------- | ----- | -------- | -------- | ----- | -------- | ----- | -------- | -------- | ------- |
| 2012      | TOR       | 13    | 3     | 0     | 0     | 0        | 1     | 3     | 0        | 0           | .250  | 136   | 32.0     | 32       | 5           | 11       | 1     | 1        | 16       | 0     | 0        | 16    | 16       | 4.50     | 1.34    |
| 2013      | TOR       | 10    | 3     | 0     | 0     | 0        | 1     | 0     | 0        | 0           | 1.000 | 132   | 33.1     | 31       | 3           | 6        | 2     | 1        | 15       | 0     | 0        | 13    | 10       | 2.70     | 1.11    |
| 通算：2年 | 通算：2年 | 23    | 6     | 0     | 0     | 0        | 2     | 3     | 0        | 0           | .400  | 268   | 65.1     | 63       | 8           | 17       | 3     | 2        | 31       | 0     | 0        | 29    | 26       | 3.58     | 1.22    |